# Montsenelle
Montsenelle es una comuna nueva francesa situada en el departamento de Mancha, de la región de Normandía.

## Historia
Fue creada el 1 de enero de 2016, en aplicación de una resolución del prefecto de Mancha de 20 de noviembre de 2015 con la unión de las comunas de Coigny, Lithaire, Prétot-Sainte-Suzanne y Saint-Jores, pasando a estar el ayuntamiento en la antigua comuna de Lithaire.

## Demografía
| Gráfica de evolución demográfica de Montsenelle entre 1800 y 2013 |
|                                                                   |

Los datos entre 1800 y 2013 son el resultado de sumar los parciales de las cuatro comunas que forman la nueva comuna de Montsenelle, cuyos datos se han cogido de 1800 a 1999, para las comunas de Coigny, Lithaire, Prétot-Sainte-Suzanne y Saint-Jores de la página francesa EHESS/Cassini. Los demás datos se han cogido de la página del INSEE.

## Composición
| Comuna delegada       | Código INSEE | Población (2013) | Superficie (km²) | Densidad (hab./km²) |
| --------------------- | ------------ | ---------------- | ---------------- | ------------------- |
| Coigny                | 50136        | 180              | 4.50             | 40                  |
| Lithaire              | 50273        | 544              | 14.21            | 38                  |
| Prétot-Sainte-Suzanne | 50415        | 296              | 11.64            | 25                  |
| Saint-Jores           | 50497        | 363              | 12.73            | 29                  |